# Hoher Gaif
Der Hohe Gaif ist ein 2288 m ü. NHN hoher Gipfel im Wettersteingebirge im Blassenkamm (Ostgrat des Hochblassens).
Eine Besteigung ist möglich von Norden vom Stuibensee hinauf und über den Ostgrat des Hohen Gaifs oder auf der Kletterroute über den Blassengrat zum Hochblassen.